# Friedrich Baumfelder
Friedrich August Wilhelm Baumfelder, né le 28 mai 1836 à Dresde (royaume de Saxe) et mort dans cette même ville le 8 août 1916, est un compositeur, chef d'orchestre, maître de chant et pianiste allemand.

## Biographie
Il est le troisième de sept enfants de Carl Friedrich Gotthelf Baumfelder (1798-1865), directeur de l'école de garnison royale de Saxe Rath und Tath et réformateur du système éducatif en Saxe, et de son épouse Friederike Ernestine (1806-1882). La musique, surtout la musique d'église, revêt une grande importance dans la famille. Friedrich Baumfelder publie sa première composition à l'âge de quatorze ans et son frère Gustav (1839-1925) perpétue l'héritage parental: Il est devenu pasteur et protodiacre à Zittau et musicien d'église. 
Friedrich Baumfelder étudie la musique auprès du chantre (Kantor) de l'église Sainte-Croix de Dresde, Julius Otto, et auprès de Johann Schneider, l'un des organistes de la Cour de Saxe les plus réputés de son époque. Il étudie ensuite au Conservatoire de Leipzig avec Ignaz Moscheles et Moritz Hauptmann.
De retour à Dresde, il enseigne la musique et donne des leçons de piano. De plus, il a compose des albums avec des morceaux pour la jeunesse. Son élève le plus connu est Georg Schumann. Baumfelder obtient le poste de Kantor de l'église des Trois-Rois de Dresde. Il épouse en 1863 une Anglaise, Emma Skrimshire, fille d'un pasteur de Longthope. Ils auront six fils et deux filles. Il voyage pendant de longues périodes en Angleterre, en France et plus tard aux États-Unis où il publie certaines de ses compositions.
Il est nommé en 1875 directeur de l'Académie de chant Robert Schumann, poste qu'il occupe de longues années. Il est aussi pendant deux ans directeur du Dresdner Liedertafel. 
Son tombeau au cimetière de la Sainte-Trinité de Dresde n'a pas été conservé.

## Compositions
Un accent particulier de son travail musical réside dans la composition. Ses nombreuses œuvres comprennent une symphonie, un opéra, une ouverturen, des concertos pour piano, des motets, une suite et une sonate pour piano.
Beaucoup de ses œuvres peuvent être attribuées au terme de « musique de salon ». La majorité des compositions de Baumfelder sont tombées dans l'oubli, cependant certaines de ses œuvres font désormais partie des programmes standards pour les étudiants, en particulier dans les écoles de musique des États-Unis. Récemment, le niveau de reconnaissance de Friedrich Baumfelder a également augmenté en Allemagne. Le rondo Good Humor a également été joué en public avec des solistes allemands, le motet Danket dem Herrn a été enregistré par la Sächsische Posaunenmission sur CD, et l'on peut entendre quelques morceaux de Baumfelder sur YouTube.
Le dimanche de Jubilate 21 avril 2013, ses deux motets Barmherzig und gnädig ist der Herr et Danket dem Herrn, sur les paroles du psaume 103 et du psaume 106, ont été joués pour la fête de la dédicace de l'église Saint-Christophe de Dresde sous la direction du Kantor, le Dr Kinne. Les partitions de ces deux motets pour quatre voix mixtes ont été retrouvées à la Bibliothèque d'État et universitaire de Saxe à Dresde. 

## Quelques œuvres
Le catalogue raisonné de Friedrich Baumfelder répertorie plus de 400 compositions. Beaucoup de ses œuvres semblent avoir été perdues dans la tourmente de la Seconde Guerre mondiale.
- Transcriptions élégantes … / No. 3 / Chœur des soldats de l’opéra: Faust de Gounod
- Marche militaire pour piano, op. 65
- Transcription brillante sur l’air anglais: God bless the Prince of Wales pour piano, op. 67
- Valse brillante de l’opéra Roméo et Juliette de Ch. Gounod, op. 165
- Peasant Dance (Bäuerlich Tanz). op. 208, Nr. 5 G-Dur
- Styrienne pour piano. Schott. Mainz. nach 1873, op. 263
- 10 Kinderlieder von Carl Gärtner: mit Begl. der Pianoforte (ohne Octavenspannungen). op. 268
- Du hörst mir durch die Tannen. Lied. Ausgabe für Klavier mit überlegter Singstimme. Nach einem Gedicht von Julius Schanz. Transcription für Pianoforte
- Good Humor. Rondo
- Coral Polonaise. Century Music Publishing Company. New York
- Tyrolienne (Ländler). J. H. Fannce Co., 1910